# Halewijnprijs
De Halewijnprijs is een Nederlandse auteursprijs die sinds 1987 wordt uitgereikt aan literair talent dat bredere belangstelling verdient op grond van onweerstaanbaarheid van gepubliceerd werk. De naam verwijst naar het onweerstaanbare uit het lied Heer Halewijn zong een liedekijn.
De jury speurt zelfstandig en onafhankelijk naar goede auteurs en beperkt zich niet tot een bepaald literair genre, thematiek of doelgroep, maar wel tot een oorspronkelijk Nederlandstalig oeuvre dat meer dan een debuut omvat. Eens per jaar, in de zogenaamde Heilige Minuut, wisselen juryleden hun individuele speurtochten uit en kiezen in juni uit 40 tot 65 schrijvers zes genomineerden waarna de winnaar op het Halewijnfestijn van het volgend jaar wordt bekendgemaakt. 
De uitreiking van de Halewijnprijs (en Reinaerttrofee van de jongerenjury) vindt plaats op de laatste zondag van de maartse boekenweek (gratis reizen!) tijdens het literair Halewijnfestijn. De Stichting Kring Halewijn staat in voor de organisatie en de prijs bestaat uit een geldbedrag en een bronzen kleinplastiek van Dick van Wijk.

## Geschiedenis
In 1987 reikte stichting 'Kring 84' onder aanvoering van Rinus Rasenberg de eerste Halewijnprijs uit. Vanaf 1988 werd de prijs voorzien van het predicaat literatuurprijs van de stad Roermond naar de stad waar de jaarlijkse uitreiking plaatsvond tot 2019. In 1994 is de prijs overgedragen aan Pon Kranen die sindsdien garant staat voor de inhoudelijke kwaliteit. 
In 2014 lanceerde de juryvoorzitter samen met jongeren, docenten en de Bibliotheek Bibliorura uit Roermond de Halewijnactiviteiten als opmaat naar de jaarlijkse prijsuitreiking. Deze culturele en educatieve activiteiten beogen de liefde voor kunst en literatuur (vooral) bij jongeren te stimuleren en meer aandacht te geven aan alle genomineerden. Sindsdien leest een jongeren-schaduwjury elk jaar mee met de deskundigenjury. De jongeren lezen en beoordelen van alle genomineerde auteurs één werk en kiezen een eigen winnaar. Deze ontvangt de Reinaerttrofee voor 'Beste Boek van genomineerden voor de Halewijnprijs’ op de gezamenlijke prijsuitreiking. Docenten en jonge ambassadeurs van verschillende scholen begeleiden dit ‘Reinaerttrofee-leesproces’. Erevoorzitters van de jaarlijkse Reinaerttrofee-juryvergadering zijn Annette van Herten en Lindy Simons.
Vanaf 2020 zal de gezamenlijke uitreiking van de Halewijnprijs en Reinaerttrofee plaatsvinden in de stad Haarlem. Eerstvolgende prijsuitreiking op zondagmiddag 15 maart 2020 in de Janskerk (N-H Archief), midden in de jarige stad Haarlem.

## Laureaten
| Jaar | Winnaar            | Laatst verschenen werk tijdens nominatie  | Reinaerttrofee                                       | Nominatie | Jury |
| ---- | ------------------ | ----------------------------------------- | ---------------------------------------------------- | --- | --- |
| 1987 | Jan Huyskens       |                                           |                                                      | | |
| 1988 | Ton van Reen       | Het winterjaar; Thuiskomst                |                                                      | | |
| 1989 | André Janssens     | Sleepsporen                               |                                                      | | |
| 1990 | Rudi Hermans       | Witte wijven                              |                                                      | | |
| 1991 | Halil Gür /        | Een kind vliegt door de nacht             |                                                      | | |
| 1992 | Nicolette Smabers  | Chinezen van glas                         |                                                      | | |
| 1993 | Arjen Duinker      | Rode oever en Losse gedichten             |                                                      | | |
| 1994 | Gijs IJlander      | De lichtval                               |                                                      | | |
| 1995 | Huub Beurskens     | Wilde boomgaard                           |                                                      | | |
| 1996 | Allard Schröder    | Raaf                                      |                                                      | | |
| 1997 | Laurens Spoor      | Personen, personages                      |                                                      | | |
| 1998 | Arthur Japin       | De zwarte met het witte hart              |                                                      | | |
| 1999 | Esther Jansma      | Picknick op de wenteltrap                 |                                                      | | |
| 2000 | Adriaan Jaeggi     | Held van beroep                           |                                                      | | |
| 2001 | Pam Emmerik        | Het bottenpaleis                          |                                                      | | |
| 2002 | Tommy Wieringa     | Alles over Tristan                        |                                                      | | |
| 2003 | Paul Hermans       | Achteruitwaarts vliegen                   |                                                      | | |
| 2004 | Esther Gerritsen   | TussenEenPersoon                          |                                                      | | |
| 2005 | Otto de Kat        | De inscheper                              |                                                      | | |
| 2006 | Stijn van der Loo  | De held Jacob Mulle                       |                                                      | | |
| 2007 | Peter Delpeut      | Het vergeten seizoen                      |                                                      | | |
| 2008 | Joke J. Hermsen    | De liefde dus                             |                                                      | Margot Vanderstraeten - Mise en Place | |
| 2009 | Fred Papenhove     | De hemel is vol zwaluwen                  |                                                      | | |
| 2010 | Vrouwkje Tuinman   | Buurvrouw; Intensive Care                 |                                                      | | |
| 2011 | Johan de Boose     | Bloedgetuigen                             |                                                      | | |
| 2012 | Marita de Sterck   | Niet zonder liefde                        |                                                      | | |
| 2013 | Erik Vlaminck      | Miranda van frituur Miranda; Suikerspin   |                                                      | | |
| 2014 | Pauline van de Ven | Lily Dumont                               | Christophe Vekeman - Marie                           | | |
| 2015 | Peter Drehmanns    | De brand in alles                         | Auke Hulst - Slaap zacht, Johnny Idaho               | | |
| 2016 | Benny Lindelauf    | Hoe Tortot zijn vissenhart verloor        | Benny Lindelauf - Hoe Tortot zijn vissenhart verloor | | |
| 2017 | Eva Meijer         | Het vogelhuis; De soldaat was een dolfijn | Christine Otten - We hadden liefde, we hadden wapens | | |
| 2018 | Mathijs Deen       | Over oude wegen                           | Peter Lenssen - Pleisterplaats Belleville            | | |
| 2019 |                    |                                           |                                                      | - Reggie Baay - Het kind met de Japanse ogen (Atlas Contact) - Paul Gellings - De wereld als leugen (Passage) - Toine Heijmans - Marifoonberichten (Pluim) - Sylvia Hubers -Wat als we niet waren betoverd (Prometheus) - Stefan Popa - Of de oleander de winter overleeft (HarperCollins) - Wanda Reisel - Adam (Atlas Contact) | - Peter Altena, neerlandicus en docent - Annelies Eisinga, literatuurwetenschapper & coach - Pon Kranen, voorzitter & algemeen literatuurwetenschapper - Philo Offermans, lerarenopleider en neerlandica. |